# Polymethine

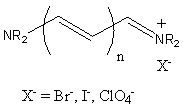
Een anthocyanidine

Een polymethine bestaat uit een oneven aantal methine-groepen (CH), die met elkaar afwisselend door enkelvoudige bindingen en dubbele bindingen verbonden zijn.
Polymethinen zijn fluorescerende kleurstoffen, die aan een aminozuur probe gehecht kunnen worden voor verschillende doeleinden zoals voor het nauwkeurig tellen van reticulocyten.
Stoffen die een even aantal methine-groepen hebben worden polyenen genoemd.

## Polymethine kleurstoffen
Cyaninen zijn synthetische kleurstoffen die tot de polymethinen behoren.
Anthocyanidinen zijn kleurstoffen bestaande uit natuurlijke pigmenten uit planten.